# Космос-650
Космос-650 је један од преко 2400 совјетских вјештачких сателита лансираних у оквиру програма Космос.
Космос-650 је лансиран са космодрома Плесецк, СССР, 29. априла 1974. Ракета-носач Р-14 Чусоваја (рус. Чусовая) (8К65, НАТО ознака SS-5 Skean) са додатим степеном је поставила сателит у орбиту око планете Земље. Маса сателита при лансирању је износила 600 килограма. Космос-650 је био геодетски сателит.